# Dividendo digital
El Dividendo Digital se refiere al proceso de introducción por el que se reduce el espectro radioeléctrico dedicado a la TV como resultado de la mayor eficiencia de las emisiones de Televisión Digital Terrestre gratuita. Este espacio optimizado permite la asignación de parte del espectro a los servicios de comunicaciones móviles de pago.

## Antecedentes del Dividendo Digital
Las frecuencias de emisión de la TV analógica desde finales del siglo pasado se encuentran en la banda de frecuencias de UHF (470 a 862 MHz) correspondiente a los denominados canales 21 al 69. Mediante tecnologías analógicas, cada canal se asociaba con la emisión de un único canal de televisión. En 2005 comenzaron las emisiones de Televisión Digital Terrestre que culminaron el 3 de abril de 2010 con el denominado apagón analógico por el que finalizó la emisión de TV analógica.
La tecnología digital, ayudada por diferentes métodos de compresión como mpeg-4, permite un uso mucho más eficiente de este espacio radioeléctrico, transmitiendo hasta 7 canales de televisión SD o 4 HD en el espacio ocupado anteriormente por un único canal. El espectro radioeléctrico es un bien escaso ya que es un Bien público y de uso compartido y está sometido a interferencias entre emisión en las mismas frecuencias. Una disminución del uso realizado por un servicio significa una mayor capacidad para introducir nuevos servicios de pago (como es el caso del dividendo digital), o aumentar la capacidad de servicios existentes.

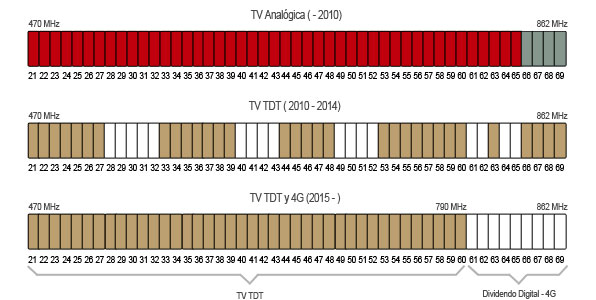
Descripción gráfica del proceso del Dividendo Digital

Este ahorro en espectro permite una mayor capacidad de transmisión de señales de TV en el mismo espacio o de mayor calidad al multiplicar por 7 la capacidad de un canal, lo que permite aumentar la oferta televisiva y, a la vez, ceder parte del espectro a otros servicios públicos (como puede ser la televisión de proximidad) o, como es el caso más conocido, de servicios privados de pago como el 4G. Este excedente de espectro radioeléctrico es lo que se denomina Dividendo Digital.
Como se ha comentado anteriormente, una parte importante de las frecuencias en bandas VHF y UHF estaban asignadas por la UIT a los servicios de radiodifusión, por lo que, en un principio, se pensó que tras la finalización de las emisiones analógicas, el Dividendo Digital podía emplearse para aumentar los servicios de televisión digital. En esta situación, a finales de los años 90, se generaliza el uso de la telefonía móvil y a inicios del siglo XXI se comienza a hacer uso intensivo de las tecnologías de banda ancha inalámbrica de pago. En un principio estos servicios se ubican en una zona del espectro más alta que la televisión, zona que por cierto ofrece peores características de transmisión. En concreto, a más baja frecuencia las ondas se progagan, mayor distancia recorren por la misma energía, penetran mejor en los edificios, utilizan equipamiento más barato, y los posibles problemas de salud derivados de la exposición a ondas electromagnéticas serían en principio menores por la menor energía transportada.
Todos estos factores han llevado a que las compañías que explotan esos servicios a presionar a los gobiernos para que se asignen esas frecuencias a lo que ellas ofrecen, en detrimento de los servicios de radiodifusión. Así en 2007 la Conferencia Mundial de Radiocomunicaciones, convocada por la UIT, acordó la asignación de la banda de 790-862 MHz al servicio móvil de pago en la zona europea.
La banda de 790-862 MHz tiene un gran potencial para la provisión de un amplio abanico de servicios móviles de pago, ya que la capacidad de propagación y penetración en el interior de edificios de todos los ciudadanos (aunque no sean clientes de pago) de estas frecuencias es muy superior que las señales en bandas más altas, que hasta ahora eran las únicas utilizadas para las comunicaciones móviles inalámbricas de pago. Por otro lado, la provisión de banda ancha universal de pago solo puede conseguirse de manera eficiente usando tecnologías inalámbricas, por lo que este espectro disponible representa una oportunidad única para proporcionar servicios de banda ancha de pago en zonas rurales, recortando de esta forma la brecha digital con las ciudades.[cita requerida] Asimismo, la banda de 790-862 MHz es imprescindible[cita requerida] para estimular el despliegue de los servicios de nueva generación móviles de pago, los denominada 4G o LTE.
Además, el mayor espectro disponible abrirá las puertas a nuevas oportunidades para la innovación en sectores orientados a los servicios de pago como la salud, educación, gobierno y accesibilidad electrónicos. igualmente, aumentará la competencia entre proveedores de servicios y permitirá una competencia más efectiva en el suministro de los mismos, suponiendo que no existan cárteles.

## Historia

### Internacional
En junio de 2006 en Ginebra, en la Conferencia Regional de Radiocomunicaciones de la región 1 de la UIT se acordó utilizar las frecuencias UHF 470-862 MHz (canales 21 a 69) para los servicios de radiodifusión. Posteriormente, en 2007, como consecuencia del auge de los servicios de comunicaciones móviles, se aprobó por parte este mismo organismo la asignación de la sub banda de 790-882 MHz (canales 61 al 69) a los servicios de comunicación.
En virtud de la decisión tomada en la Conferencia de la UIT, en noviembre de 2007, la Comisión Europea realizó la 'Comunicación COM (2007) 700 final' con el objetivo de “Explotar todo lo posible sobre las ventajas de Dividendo Digital en Europa” comentando la necesidad de apoyar los servicios de comunicaciones electrónicas.
Ya en 2010, la Comisión aprobó la Decisión 'C(2010) 2723' sobre las condiciones técnicas armonizadas relativas al uso de las banda de frecuencias de 790-862 MHz para los sistemas terrenales capaces de prestar servicios de comunicaciones electrónicas en la Unión Europea.[cita requerida] En dicho documento se establecieron los parámetros técnicos que facilitan una utilización armonizada y eficiente del Dividendo Digital.[cita requerida] Por último, el 20 de septiembre de 2010, la propuesta de Decisión 'COM (210 471 Final)' solicita a todos los estados de la Unión Europa que liberen las frecuencias 790-892 MHz para servicios de comunicación electrónicas como máximo el 1 de enero de 2013 pudiendo realizarse exenciones hasta el año 2015 dependiendo de las distintas situaciones de los países miembros.[cita requerida]

### España
En España, en correspondencia con las recomendaciones y legislación de la Comisión las propuestas de la Comisión se anunció en mayo de 2009 que reservaría la banda de 800 MHz para el uso de comunicaciones electrónicas de pago. Este anuncio se convirtió en Ley mediante el Real Decreto 365/2010 de 26 de marzo que confirma la transición gradual a las nuevas frecuencias de emisión. En 2011, el Real Decreto 169/2011 de 11 de febrero legisla sobre la emisión simultánea de los canales digitales en sus nuevas y antiguas frecuencias para facilitar la transición y fija la fecha del 31 de diciembre de 2014 como límite para la finalización del proceso. Como continuación a dicho decreto, la Ley 2/2011 de 4 de marzo, de Economía Sostenible establece que la banda 790-862 MHz se utilizará principalmente para la prestación de servicios avanzados de comunicaciones electrónicas de pago.
Un mes después, el Real Decreto 458/2011, de 1 de abril, sobre actuaciones en materia de espectro radioeléctrico para el desarrollo de la sociedad digital, establece los procedimientos mediante los que la banda 790-862 MHz se pone a disposición de los operadores móviles de pago para la prestación de servicios de comunicaciones móviles electrónicas de pago. La subasta que se celebra en el mes de julio de ese año asigna los nueve bloques de frecuencias del Dividendo Digital a los operadores móviles privados de pago.
En 2012 se hace público el "Plan Marco de Actuaciones para la Liberación del Dividendo Digital 2012-2014". En este plan se especifican los distintos planes (despliegue, seguimiento, comunicación, contingencias, riesgos, compensaciones y planificación temporal) para realizar la ordenación del espectro y se establece como fecha de terminación del proceso el 1 de enero de 2014.
Posteriormente, la sentencia del Tribunal Supremo que ordena cesar las emisiones de nueve canales de Televisión Digital Terrestre adjudicados sin concurso previo del 18 de diciembre de 2013, complica el inicio del proceso que se retrasa hasta que se realiza el apagado de dichos canales, el 6 de mayo de 2014.
Finalmente, a finales de julio de 2014 el Consejo de Gobierno aprueba la puesta en marcha del proceso y el Ministerio de Industria, Energía y Turismo da a conocer el Plan de Reordenación de la TV TDT que será tramitado como Proyecto de Real Decreto y que dará comienzo al proceso del Dividendo Digital.

## Inicio del Dividendo Digital
El proceso del Dividendo Digital, en sus inicios, fue consolidado en España de la siguiente manera: A mediados de septiembre (2015) el Gobierno aprobó el Plan Técnico de la TV TDT por el que se fijan las frecuencias de emisión futuras y se establece el periodo en que deberán adaptarse las instalaciones de las viviendas y edificios, confirmándose la fecha límite del 31 de marzo de 2015 para el fin de las emisiones en las frecuencias antiguas.
A principios de octubre se dio a conocer la fecha del 26 de octubre como día en el que se produjo la reorganización de los canales, es decir, cuando comenzaron las emisiones de los canales televisivos en sus futuros emplazamientos. Mientras tanto, hasta esa fecha, si el día previsto de encendido de la emisión simultánea es anterior, se están emitiendo generalmente cartas de ajuste.
Con el inicio de las emisiones en sus frecuencias definitivas el 26 de octubre se comenzó a realizar otra vez la adaptación masiva de las instalaciones de las viviendas y edificios, un trabajo ingente que normalmente requeriría mucho más tiempo del disponible acordado, escasamente de dos meses.

## Subvenciones al Dividendo Digital en España
El Gobierno hizo público el 8 de octubre de (2015) el esquema de subvenciones que se otorgaría a las Comunidades de vecinos por la adaptación de su infraestructura de captación de TV TDT. Las ayudas cubrirán las inversiones y gastos directamente relacionados con las adaptaciones según el sistema de antena colectiva que tengan instalado el edificio.
Para aquellas comunidades de propietarios que tengan instalada una centralita programable y, por lo tanto, no precisan de la instalación de equipamiento adicional la ayuda máxima prevista es de 100€ en todos los casos, con independencia de la zona geográfica.
En las comunidades con amplificadores monocanales, la subvención varía en función del número de múltiples digitales afectados, en cada demarcación.
El importe máximo de la ayuda es el siguiente:
- 1 monocanal:   150 €
- 2 monocanales: 250 €
- 3 monocanales: 350 €
- 4 monocanales: 450 €
- 5 monocanales: 550 €

En gran parte del territorio nacional el cambio necesario es de 3 monocanales por lo que la ayuda más frecuente será de 350 euros.

## Segundo Dividendo Digital

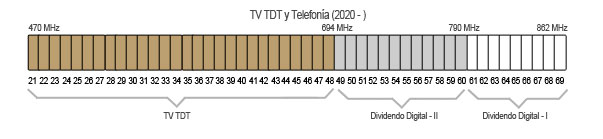
Dividendo Digital 2020

El segundo Dividendo Digital se deberá producir en 2020. En él se liberarán las frecuencias en la banda de los 700 MHz para su uso en telefonía 5G. En la figura se muestra cómo quedará el espectro.
Según directiva de la Unión Europea, a partir del 30 de junio de 2020 las frecuencias entre 694 y 790 MHz (canales 49 al 60) pasarán a ser utilizadas por la telefonía móvil 5G.

### Segundo Dividendo Digital en España
Una vez finalizado el primer Dividendo Digital que liberó el espectro a partir de los 800 MHz, cediéndolo a telefonía móvil y sus servicios 4G de pago, se aprobó la llegada del Segundo Dividendo Digital para 2020, por lo que es obligatoria otra resintonización masiva como las anteriores. A finales de junio de 2018 se publicó la hoja de ruta para este proceso por parte del Ministerio de Industria, que establece el plan para todo el proceso.

### Segundo Dividendo Digital en Francia
En 2014, el presidente de la República francesa, François Hollande, anunció el proceso de la "liberación" de la banda de 700 MHz en 2015 para uso de las compañías privadas de telecomunicaciones como segundo dividendo digital, desoyendo las recomendaciones de la saliente Comisión Europea, que proponía posponer este proceso a 2020.